# Bunnyman
Bunnyman é um filme norte-americano dirigido por Carl Lindberg e lançado em 2011.